# Ocupación rusa del óblast de Donetsk
La ocupación rusa del óblast de Donetsk denominada por el gobierno ruso como «Administración Civil-Militar de Donetsk» es una ocupación militar en curso, que comenzó el 7 de abril de 2014 cuando parte del óblast quedó bajo el control de la autoproclamada República Popular de Donetsk, un Estado separatista respaldado por Rusia. Mientras que desde el 24 de febrero de 2022, tras comenzar la invasión rusa de Ucrania, el resto del óblast ha sido ocupado directamente por Rusia.
La capital del óblast, Donetsk fue capturada en 2014 por las milicias de Donetsk y se estableció como centro administrativo de la República Popular; sin embargo, esta a lo largo de la Guerra del Dombás y de la Guerra de Ucrania ha recibido grandes bombardeos por la artillería ucraniana (Bombardeo de Donetsk), por otra parte las ciudades cercanas a Donetsk en 2014 también cayeron bajo control de las milicias del Dombás, incluidas Makíyivka, Jórlivka, Yenákiyeve o Novoazovsk.
Tras el inicio de la invasión rusa de Ucrania, las fuerzas rusas a lo largo de la guerra fueron avanzando en el óblast de Donetsk capturando una gran parte del óblast, así como algunas de las ciudades más importantes que no habían caído bajo el control de las milicias del Dombás en 2014, incluidas Mariúpol, Kurájove, Bajmut o Velika Novosilka. Aún así, Ucrania todavía conserva las 4 ciudades más importantes en el óblast después de Donetsk, como lo serian Slóviansk, Kramatorsk, Konstantínovka y Pokrovsk.
En 2022, el óblast quedo ocupado de iure en un 52% y pasó a pertenecer directamente como sujeto federal a la Federación Rusa, luego de su incorporación unilateral al territorio ruso a través de un referéndum.
En 2025, el óblast sigue ocupado de iure en un 70%.

## Ocupación

### Durante la guerra del Dombás
La ocupación comenzó con las tropas rusas que invadieron el territorio del Dombás ucraniano en abril de 2014 después de que Rusia se anexará Crimea, una serie de manifestaciones prorrusas en Ucrania y la declaración de la "soberanía estatal" de la autodenominada República Popular de Donetsk.
Las hostilidades de la guerra del Dombás comenzaron el 12 de abril de 2014, con la toma de las ciudades ucranianas de Slóviansk, Kramatorsk y Druzhkivka por parte de las milicias separatistas prorrusas lideradas por oficiales de los servicios especiales rusos, donde saboteadores provenientes de Rusia armaron a los colaboradores locales con armas incautadas del Ministerio del Interior de Ucrania y los reclutaron en sus filas. En condiciones de no resistencia de las fuerzas de seguridad locales en Ucrania oriental, y en ocasiones de cooperación abierta, pequeñas unidades de asalto de saboteadores rusos tomaron el control de Jórlivka y otras ciudades de las óblasts de Donetsk y Lugansk en los días siguientes.

### Durante la invasión rusa de Ucrania
El 21 de febrero de 2022, el presidente de la Federación Rusa, Vladímir Putin, firmó decretos sobre el reconocimiento de las repúblicas populares de Donetsk (RPD) y de Lugansk (RPL), así como firmó acuerdos de amistad, cooperación y asistencia con estos Estados de reconocimiento limitado. Los decretos, en particular, establecen que las Fuerzas Armadas de Rusia tendrán que "garantizar el mantenimiento de la paz" en el territorio de la RPD y RPL hasta la celebración de acuerdos de amistad, cooperación y asistencia mutua.
El 22 de febrero de 2022, el canciller ruso, Serguéi Lavrov, dijo que se debe respetar el derecho a la soberanía en relación con los estados que representan a todas las personas que viven en su territorio. En su opinión, desde 2014, Ucrania no tiene potestas sobre «esos países (en referencia a Donetsk y Lugansk)». El mismo día, ambas cámaras de la Asamblea Federal de Rusia, la Duma Estatal y el Consejo de la Federación, así como los sóviets populares de la RPD y la RPL.
La Federación Rusa y la República Popular de Donetsk intentaron consolidar su ocupación del este de Ucrania por medios políticos y económicos, probablemente intentando integrar estos territorios en las repúblicas separatistas existentes o crear otras nuevas. Por otro lado, los civiles del Donetsk pro-ucraniano comenzaron a organizar movimientos de resistencia.